# محمد عبد المالك
محمد عبد الملك (ولد 1969 م)، باحث ومفكر متخصص في علوم الحديث وشخصية إسلامية من بنغلاديش، ورئيس كلية علوم الحديث في مركز الدعوة الإسلامية، وهي مؤسسة بحثية إسلامية للدراسات العليا في دكا العاصمة البنغلاديشية، ومشرف على مجلة الكوثر الشهرية. وهو أيضًا عضو في لجنة التعليم للمدارس القومية في بنغلاديش التي شكلتها الحكومة في عام 2012م.

## مؤلفاته
كتب محمد عبد المالك مؤلفات حول مواضيع مختلفة في المجلات والصحف المختلفة، بما في ذلك مجلة الكوثر الشهرية، لتوضيح الأحاديث النبوية الصحيحة و بيان الأحاديث الموضوعة. وقد نُشر بعضها بالفعل بشكل كتابي. وقد كتب أيضًا عددًا من كتب البحث الأصلية باللغة البنغالية والعربية. بعض مؤلفاته البارزة كالتالي:
- طريق طلاب العلم وزادهم
- وحدة الأمة واتباع السنة
- عدد ركعات التراويح وصلاة العيد
- طريق الصلاة على ضوء الحديث والسنة
- الأخطاء الشائعة
- قبل الجمعة: بعض الطلبات
- صلاة قبل الجمعة على ضوء الحديث والسنة
- الإيمان قبل كل شيء
- المدخل إلى علوم الحديث الشريف
- الوجيز في شيء من مصطلح الحديث الشريف
- محاضرات علوم الحديث
- عنايات رحمن در عدد آيات قرآن

## شاهد المزيد
- محمد تقي العثماني
- مجلة الكوثر الشهرية

## روابط خارجية
- مولانا محمد عبد الملك في Goodreads.com
- مولانا محمد عبد الملك في Rokmari.com
- علماء بنغلاديش ودورهم للعباد والبلاد للأستاذ معصوم بالله غلزار